# 今小路良冬
今小路 良冬（いまのこうじ よしふゆ）は、鎌倉時代末期から南北朝時代にかけての公卿。太政大臣・二条兼基の子。官位は従一位・権大納言。今小路家の始祖とされる。以後の歴代当主は大臣には昇進しないものの三代続けて従一位に叙せられている。

## 経歴
以下、『公卿補任』と『尊卑分脈』の内容に従って記述する。
- 暦応3年（1340年）8月12日、従三位に叙される[1]。この時、左中将。
- 貞和2年（1346年）2月21日、正三位に昇叙。
- 貞和3年（1347年）11月16日、参議を経ず権中納言に任ぜられる。この時、位は源宗明の下。
- 観応元年（1350年）5月22日、母の喪に服すが復任せず。
- 文和2年/（1353年）5月23日、従二位に昇叙。同年9月12日、権中納言に還任。さらに同年12月29日、権大納言に昇進。
- 文和4年（1355年）12月8日、正二位に昇叙。
- 延文4年（1359年）3月25日、権大納言を辞した。
- 応安3年（1370年）6月21日、従一位に叙せられるが、同月に出家[2]。

## 従一位昇叙の背景
南北朝期に北朝政権の重鎮であった二条良基は良冬の甥に当たるが、年齢面から見ると良基の方が2歳年長である。系譜上は良基の伯父となる今小路家を二条家の親族として厚遇した結果の従一位昇叙であったと推測できる。

## 系譜
- 父：二条兼基（1267-1334）
- 母：不詳
- 妻：不詳
  - 男子：今小路基冬（1341-1382）